# Don Juan Quilligan
Don Juan Quilligan é um filme de comédia estadunidense dirigido por Frank Tuttle e escrito por Frank Gabrielson e Arthur Kober. O filme é estrelado por William Bendix, Joan Blondell, Phil Silvers e Anne Revere e lançado em 1 de junho de 1945, pela 20th Century Fox.

## Elenco
- William Bendix como Patrick Michael 'Don Juan' Quilligan
- Joan Blondell como Marjorie Mossrock
- Phil Silvers como 'Mac' MacDenny
- Anne Revere como Sra. Cora Rostigaff
- B.S. Pully como Ed Mossrock
- Mary Treen como Lucy Blake
- John Russell como Howie Mossrock
- Veda Ann Borg como Beattle LaRue
- Thurston Hall como juiz
- Cara Williams como vendedora de flores
- Richard Gaines como advogado de defesa
- Hobart Cavanaugh como Sr. Rostigaff